# Pere Tobaruela Martínez
Pere Tobaruela Martínez   (Barcelona) és un escriptor català establert a Galícia.
Llicenciat en Geografia i Història, és autor de més de cinquanta obres, alternant l'escriptura en castellà, català i gallec. Les seves primeres publicacions són en català, però quan es va traslladar a viure a Rois, a la província de La Corunya, va començar a escriure en gallec. També és afeccionat a l'atletisme i ha estat entrenador i vicepresident de l'equip de futbol gaèlic d'A Estrada.

## Obres

### Literatura infantil i juvenil
- La Torre dels Moros, 2005
- La Clau d'Aigua, 2007
- A rebelión das rúas, 2007
- Unha vaca marela en Compostela, 2008
- ¿Unha pantasma na cidade?, 2008
- Vouvos papar, 2008
- Històries viscudes, 2009
- Viaxes dun can de palleiro, 2009
- Na cerna da selva, 2010
- A cruz dos Farrapos, 2010
- La cripta del apóstol, 2010
- Peregrino na sombra, 2010
- Camiño de Fisterra-Muxía, 2010
- Camiño do Mar de Arousa e Río Ulla, 2010
- Camiño do Norte, 2010
- Camiño do Sueste, 2010
- Camiño Francés, 2010
- Camiño Inglés, 2010
- Camiño Portugués, 2010
- Camiño Primitivo, 2010
- Destino final: Santiago, 2010
- Antela e o vento, 2011
- Mortos de Ningures, 2011
- Desaparizión, 2011
- Resurrección, 2011
- Letras de xeo, 2012
- O códice do Santo Lugar, 2013
- Ouro negro, 2013
- El pacte, 2013
- Vapor, 2013
- Formig4s. Misión París, 2014
- Formig4s. Misión Nova York, 2014
- Formig4s. Misión Barcelona, 2015
- Celi. Camiño de estrelas, 2015
- Cinco horas con Mauro, 2016
- Formig4s. Misión Tokyo, 2017
- Catro pedras vellas, 2017
- A boa e a avoa, 2018
- Auga de Lume, 2018 (Premi Meiga Moira 2018)[3]

### Assaig
- Floquet per sempre, 2003
- Okorobikó. Una biografía de Jordi Sabater Pi, 2003
- El delta del Llobregat. Terres d'oblit, 2003
- Etologia, 2004

### Narrativa
- En blanc i negre, 2007
- Con ollos de neno, 2007
- Poñente, 2011
- Eu son Deus e outros contos, 2012
- Sempre perden os mesmos, 2013
- A teoría dos contrarios, 2016
- En branco e negro, 2018

### Còmic
- Les aventures de Floquet de Neu, 2004.
- O encanto da Pedra Chá, 2013. Everest-Galicia.[4]

### Entrevistes
- L'home i el territori, 1999
- Darrere l'horitzó, 2002

### Obres col·lectives

#### AmbAna Boullón
- A rebelión das rúas, 2007, Sotelo Blanco.
- A Cruz dos Farrapos, 2007, Sotelo Blanco.
- Unha vaca marela en Compostela, 2008, Sotelo Blanco.
- Peregrino na sombra, 2009, Sotelo Blanco.
- ¿Unha pantasma na cidade?, 2009, Sotelo Blanco.

#### AmbLuz Méndez
- Vouvos papar, 2008, Xerais.

#### AmbLedicia Costas
Signen les seves obres com Pereledi.
- Desaparizión, 2011, Everest Galicia.
- Mortos de Ningures, 2011, Everest Galicia.
- Letras de xeo, 2012, Everest Galicia.
- Ouro negro, 2013, Everest Galicia.